# Ayamonte
Ayamonte és un municipi de la província de Huelva (Andalusia) situat a la riba esquerra del riu Guadiana, que la separa de Portugal. Té una superfície de 141,57 km² i el 2022 la seva població era de 21.725 habitants.

## Demografia
| 1998   | 1999   | 2000   | 2001   | 2002   | 2003   | 2004   | 2005   | 2006   | 2007   |
| ------ | ------ | ------ | ------ | ------ | ------ | ------ | ------ | ------ | ------ |
| 16.891 | 16.980 | 16.939 | 17.084 | 17.292 | 17.402 | 17.623 | 18.001 | 18.636 | 19.380 |

## Entorn natural
De la singular ubicació de la desembocadura del riu Guadiana (riu Anna, en àrab), deriven diversos elements naturals que donen a la ciutat d'Ayamonte una particular bellesa: Tenim principalment la pròpia vista del riu Guadiana, la brillant ànima de la ciutat, la qual després de néixer el cim d'un turó baixa fins a tocar la vora esquerra del riu, i expandir-se a través d'ella, formant un paisatge idíl·lic; al fons a l'altra banda les veïnes ciutats de Vila Real de Santo Antonio i Castromarin ja a Portugal, compartint amb la primera l'orgull i el goig de la desembocadura del riu.

## Artistes
Antonio León Ortega, Ayamonte, 7 de desembre de 1907 – Huelva; 9 de gener de 1991. Escultor espanyol. Es va formar a Madrid i va crear un estil propi en la imatgeria andalusa del segle xx.